# Péninsule de Basse-Californie
Pour les articles homonymes, voir Californie (homonymie) et Basse-Californie.
La péninsule de Basse-Californie est une péninsule de l'ouest du Mexique. Elle s'étend sur 1 250 km de Mexicali dans le nord à Cabo San Lucas au sud en séparant l'océan Pacifique du golfe de Californie (appelé également « mer de Cortés »).

## Géographie
D'une superficie totale de 143 396 km2, elle s'étend sur 1 247 km de Mexicali à la frontière mexico-américaine jusqu'à Cabo San Lucas. La largeur de la péninsule varie de 40 km à 320 km.

## Histoire

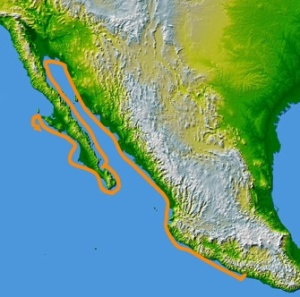
Tracé du voyage de Francisco de Ulloa au départ de Navidad (Acapulco) le long de la côte occidentale du Mexique (1539).

L'idée de la Californie précède la conquête du Mexique par Hernán Cortés. En 1532, celui-ci envoie trois navires le long de la côte nord-ouest du Mexique à la recherche de l'île de Californie. Ils disparaissent tous trois sans laisser de traces. Le mythe de cette île fut créé par Garci Rodríguez de Montalvo à la fin du XVe siècle dans son livre Las Sergas de Esplandián qui la décrit comme suit : « Sache qu'à main droite des Indes il y a une île appelée Californie très proche du bord du paradis terrestre ; elle est peuplée de femmes noires, sans aucun homme parmi elles, car elles vivent à la façon des Amazones. »
Ayant fortement influencé les Conquistadors, cette idée va déboucher sur une série d'expéditions permettant d'explorer une vaste région s'étendant de la péninsule de Basse-Californie jusqu'au Nevada, et qu'on regroupera sous le vocable de Californie.
L'année suivante, Cortés fit partir une expédition de secours au cours de laquelle le pilote Fortún Ximénez prit la tête d'une mutinerie et débarqua avec ses hommes à l'emplacement de l'actuelle La Paz. Après que Ximénez ait été tué par des Amérindiens, des survivants revinrent en Nouvelle-Espagne, racontant avoir vu des femmes au teint mat et des perles noires, ce qui semblait confirmer la légende de l'île de Californie.
En 1539, Francisco de Ulloa explore le golfe de Californie qu'il nomme « mer de Cortés » puis remonte le long de la côte ouest de la péninsule au nord de l'île Cedros.
Entre 1687 et 1711, ont lieu une mission d'exploration de la région et la fondation de nombreux postes missionnaires par Eusebio Kino. Il est démontré que la Basse-Californie n'est pas une île, ce qui est confirmé en 1746 par un autre jésuite explorateur, Ferdinand Konščak.
En 1804, les Californies, colonie espagnole de la Nouvelle-Espagne, sont divisées entre Haute-Californie et Basse-Californie.
En 1824, le Mexique proclame son indépendance et la péninsule est organisée en territoire de la Basse-Californie.
En 1850, après l'annexion de la Haute-Californie par les États-Unis formant l'essentiel de la Cession mexicaine, la Basse-Californie est divisée en territoires du Nord et du Sud.
En 1853, l'aventurier américain William Walker fait la conquête de La Paz avec 45 hommes et proclame la république de Basse-Californie dont il devient président. Manquant de soutien, il doit se retirer face à la résistance mexicaine. De retour en Californie, il est jugé pour guerre illégale, mais rapidement acquitté en raison du soutien de l'opinion publique.
En 1874, la Compagnie du Boléo, dirigée par des Français, implante en plein désert une grande usine de traitement du cuivre, extrait sur place, qui emploie jusqu'à 5 000 personnes.
En 1952, le Territoire-du-Nord devient le 29e État du Mexique sous le nom de Basse-Californie.
En 1974, le Territoire-du-Sud devient le 31e État du Mexique en prenant le nom de Basse-Californie du Sud.
En 1993, les peintures rupestres de la Sierra de San Francisco et du sanctuaire de baleines d'El Vizcaino sont inscrites sur la liste du patrimoine mondial de l'humanité, douze ans avant les îles et des aires protégées du golfe de Californie.